# Утікумак-Лейк 155A
Утікумак-Лейк 155A (англ. Utikoomak Lake 155A) — індіанська резервація в Канаді, у провінції Альберта, у межах муніципального району Нортерн-Санрайз.

## Населення
За даними перепису 2016 року, індіанська резервація нараховувала 127 осіб, показавши зростання на 5,0%, порівняно з 2011-м роком. Середня густина населення становила 17,6 осіб/км².
З офіційних мов обидвома одночасно не володів жоден з жителів, тільки англійською — 125. Усього 30 осіб вважали рідною мовою не одну з офіційних, з них усі — одну з корінних мов.
Працездатне населення становило 47,1% усього населення, рівень безробіття — 62,5%.

## Клімат
Середня річна температура становить 1,3°C, середня максимальна – 20,6°C, а середня мінімальна – -21,6°C. Середня річна кількість опадів – 477 мм.
| Клімат поселення                              | Клімат поселення | Клімат поселення | Клімат поселення | Клімат поселення | Клімат поселення | Клімат поселення | Клімат поселення | Клімат поселення | Клімат поселення | Клімат поселення | Клімат поселення | Клімат поселення | Клімат поселення |
| Показник                                      | Січ.             | Лют.             | Бер.             | Квіт.            | Трав.            | Черв.            | Лип.             | Серп.            | Вер.             | Жовт.            | Лист.            | Груд.            |                  |
| Середній максимум, °C                         | −9,71            | −5,65            | −0,33            | 8,47             | 14,69            | 19,21            | 20,64            | 19,64            | 14,34            | 8,83             | −1,26            | −7,22            |                  |
| Середня температура, °C                       | −15,63           | −11,56           | −6,25            | 2,56             | 8,77             | 13,32            | 15,46            | 14,46            | 9,16             | 3,66             | −6,44            | −12,42           |                  |
| Середній мінімум, °C                          | −21,55           | −17,47           | −12,18           | −3,36            | 2,86             | 7,38             | 10,27            | 9,27             | 3,97             | −1,54            | −11,62           | −17,61           |                  |
| Норма опадів, мм                              | 27               | 20               | 21               | 21               | 41               | 82               | 83               | 61               | 47               | 27               | 22               | 25               |                  |
| Середньомісячна швидкість вітру, м/с          | 3.30             | 3.30             | 3.40             | 3.50             | 3.40             | 3.20             | 2.90             | 2.90             | 3.18             | 3.60             | 3.30             | 3.30             |                  |
| Середньомісячна сонячна радіація, кДж/м²·день | 2640             | 5933             | 11346            | 16853            | 20532            | 21844            | 21467            | 17492            | 11497            | 6352             | 2966             | 1878             |                  |
| --------------------------------------------- | ---------------- | ---------------- | ---------------- | ---------------- | ---------------- | ---------------- | ---------------- | ---------------- | ---------------- | ---------------- | ---------------- | ---------------- | ---------------- |
| Джерело:                                      |                  |                  |                  |                  |                  |                  |                  |                  |                  |                  |                  |                  |                  |